# Deutsche EU-Ratspräsidentschaft 2020
Die deutsche Ratspräsidentschaft bezeichnet den Vorsitz Deutschlands im Ministerrat der EU für die zweite Jahreshälfte 2020. Deutschland begann das zehnte Trio zusammen mit Portugal und Slowenien. Es war der dreizehnte Ratsvorsitz des Gründungsmitglieds der EU und all ihrer Vorgänger und folgte auf die Präsidentschaft Kroatiens. Während des deutschen Ratsvorsitzes standen am Anfang die Vorbereitungen des nächsten mehrjährigen Finanzrahmens der Europäischen Union für die Jahre 2021 bis 2027 auf der Agenda. Weitere Themen waren die Überwindung der COVID-19-Pandemie, der Brexit, der European Green Deal, die Asylpolitik, die Abschaffung der Sommerzeit sowie die Chinesisch-Europäischen Wirtschaftsbeziehungen.

## Prioritäten der deutschen EU-Ratspräsidentschaft
Unter dem Motto „Gemeinsam. Europa wieder stark machen“ setzte der deutsche Ratsvorsitz folgende Schwerpunkte:
- die dauerhafte Überwindung der Corona-Krise und wirtschaftliche Erholung
- ein stärkeres und innovativeres Europa
- ein gerechtes und nachhaltiges Europa
- ein Europa der Sicherheit und der gemeinsamen Werte
- ein starkes Europa in der Welt

## Logo
Im Zentrum des Logos der deutschen Ratspräsidentschaft stand ein schlaufenförmiges Möbiusband. Dieses besitzt nur eine Kante und eine Fläche. An welcher Stelle oder in welche Richtung man auch beginnt, das Möbiusband geht immer wieder in sich selbst über. Das Band soll für ein integratives und innovatives Europa stehen, in dem Menschen und Interessen zu einem gemeinsamen Ganzen zusammenfinden. Es repräsentiert ein Europa der Verbundenheit und Solidarität.
Das Design stammt von der Agentur Zum goldenen Hirschen. Die Gestaltung des Logos kostete laut Presse- und Informationsamt der Bundesregierung rund 82 Tausend Euro.
Das Logo war das Motiv eines Sonderpostwertzeichens der Deutschen Post AG, welches 2020 mit einer Auflage von 3,7 Millionen Stück herausgegeben wurde.

## Sponsoring
Im Gegensatz zu manchen vorhergehenden Ratspräsidentschaften verzichtete die deutsche EU-Ratspräsidentschaft 2020 auf Sponsoren jeglicher Art.

## Reaktionen
Allgemein wiesen Lobbycontrol und Attac auf die Gefahren durch Lobbying während der deutschen EU-Ratspräsidentschaft hin. Im Speziellen forderte Foodwatch ein Verbot von Sponsorings der EU-Ratspräsidentschaften durch Unternehmen.
Der Deutsche Tierschutzbund übergab gemeinsam mit anderen Organisationen 10 Forderungen zum Tierschutz im Rahmen der deutschen EU-Ratspräsidentschaft an die Bundesregierung.
Aus einer Informationsfreiheitsanfrage an das Auswärtige Amt ging hervor, dass die Kosten für Aufbau, Gestaltung und die Wartung der offiziellen Webseite zur deutschen EU-Ratspräsidentschaft bis Mitte Oktober 2020 etwa 420 Tausend Euro betragen hatten. Auf „Produkte der Öffentlichkeitsarbeit“ wurde verzichtet. Von Mitte Oktober 2020 bis Ende 2020 wurden weitere 49 Tausend Euro für die Pflege der Webseite ausgegeben. Mit dem Ende der EU-Ratspräsidentschaft wird diese nicht weiter gepflegt.

## Ergebnisse
Vor Ablauf der deutschen EU-Ratspräsidentschaft 2020 beschlossen die EU und China ein Investitionsschutzabkommen.